# Charłub
Charłub – wieś w Polsce położona w województwie wielkopolskim, w powiecie śremskim, w gminie Książ Wielkopolski.
W latach 1975–1998 miejscowość administracyjnie należała do województwa poznańskiego.
Mała wieś położona 3 km na południowy wschód od Książa Wielkopolskiego, graniczy z Sebastianowem, przy drodze powiatowej nr 4084 z Mchów.